# Фостер, Хэл
Гарольд Фосс «Хэл» Фостер (родился 13 августа 1955 года) — американский художественный критик и историк. Получил образование в Принстонском университете, Колумбийском университете и Городском университете Нью-Йорка. С 1991 по 1997 год преподавал в Корнельском университете, а с 1997 года является преподавателем Принстонского университета. В 1998 году он получил стипендию Гуггенхайма.
Критика Фостера сосредоточена на роли авангарда внутри постмодернизма. В 1983 году он издал книгу Антиэстетика: Эссе о культуре постмодерна, ставшей основополагающим текстом в постмодернизме. В книге Перекодировки (1985) Фостер предлагает видение постмодернизма, которое одновременно учитывало его авангардную историю и комментировало современное общество. В книге Возвращение реального (1996) он предложил модель исторического повторения авангарда, в которой каждый цикл улучшает неизбежные неудачи предыдущих циклов. Фостер рассматривает свои роли критика и историка искусства как взаимодополняющие, а не противоположные.

## Ранняя жизнь и образование
Хэл Фостер родился 13 августа 1955 года в Сиэтле, штат Вашингтон. Его отец был партнером юридической фирмы Foster, Pepper & Shefelman. Хэл Фостер учился в частной школе Lakeside School в Сиэтле. Его одноклассником был основатель Microsoft Билл Гейтс.
Фостер получил степень бакалавра английского языка в Принстонском университете в 1977 году после написания выпускной работы под названием «Тед Хьюз и Джеффри Хилл: Два поэта в одной традиции.» В 1979 году получает степень магистра искусств по английскому языку в Колумбийском университете. В 1990 году получает степень доктора философии по истории искусств в Городском университете Нью-Йорка, написав диссертацию по сюрреализму под руководством Розалинд Краусс.

## Карьера
После окончания Принстона Фостер переехал в Нью-Йорк, где с 1977 по 1981 год работал в журнале «Артфорум». Затем он был редактором журнала Art in America до 1987 года, когда становится директором критических и кураторских исследований в Музее Уитни.
В 1983 году в издательстве Bay Press выходит книга Антиэстетика: Эссе о культуре постмодерна, сборник эссе о постмодернизме под редакцией Фостера, который стал основополагающим текстом постмодернизма. В 1985 году Bay Press опубликовал Перекодировки, свой первый сборник эссе. Антиэстетика и Перекодировки стали лучшим и вторым бестселлерами Bay Press.
В 1991 году Фостер покинул Уитни и поступил на факультет истории искусства Корнельского университета. В том же году становится редактором журнала October; по состоянию на 2011 год он все еще был в составе редакции. В 1997 году переходит на факультет искусства и археологии своей альма-матер, Принстонского университета. В 2000 году становится профессором искусства и археологии Таунсенда Мартина в Принстоне. Возглавлял кафедру искусства и археологии с 2005 по 2009 год. В сентябре 2011 года был назначен членом комитета по поиску нового декана для Архитектурной школы Принстона. Является стипендиатом факультета колледжа Уилсона.
Хэл Фостер получил стипендию Гуггенхайма в 1998 году. В 2010 году он был избран членом Американской академии искусств и наук и награжден премией Кларка за выдающиеся достижения в области художественной литературы. Весной 2011 года получает стипендию Берлинской премии Американской академии в Берлине. В 2013-14 годах назначен практиком-резидентом Камберуэллского колледжа искусств в Лондоне.

### Книги
- Foster, Hal. The mink's cry. — Bay Press, 1982.
- The anti-aesthetic : essays on postmodern culture. — Bay Press, 1983.
- Recodings: Art, Spectacle, Cultural Politics, 1985. Bay Press.
- Vision and visuality. — The New Press, 1988.
- Discussions in contemporary culture. — The New Press, 1988.
- Compulsive Beauty, 1995. MIT Press.
- The Return of the Real: The Avant-Garde at the End of the Century, 1996. MIT Press.
- Design and Crime (And Other Diatribes), 2002. 2nd. ed, 2011. Verso Books.
- Art Since 1900: Modernism, Anti-Modernism, Postmodernism, 2005. With Rosalind Krauss, Yve-Alain Bois, and Benjamin Buchloh. Thames & Hudson.
- Pop (Themes & Movements), 2006. With Mark Francis. Phaidon Press.
- Prosthetic Gods, 2006. MIT Press.
- The Art-Architecture Complex, 2011. Verso Books.
- The First Pop Age: Painting and Subjectivity in the Art of Hamilton, Lichtenstein, Warhol, Richter, and Ruscha, 2011. Princeton University Press.
- Bad New Days: Art, Criticism, Emergency, 2015. Verso Books.
- What Comes after Farce? Art and Criticism at a Time of Debacle, 2020. Verso Books.
- Brutal Aesthetics, 2020. Princeton University Press.

### Издания на русском языке
- Искусство с 1900 года : модернизм, антимодернизм, постмодернизм : [пер. с англ.] / Хэл Фостер, Розалинд Краусс, Ив-Ален Буа, Бенджамин Х. Д. Бухло, Дэвид Джослит; [ред.: Андрей Фоменко, Алексей Шестаков]. — Москва : Ад Маргинем Пресс, 2015. — 816 с.
- Компульсивная красота / пер. с англ. А. Фоменко. М.: Новое литературное обозрение, 2022. 320 с.